# Anticharis glandulosa
Anticharis glandulosa là một loài thực vật có hoa trong họ Huyền sâm. Loài này được Asch. mô tả khoa học đầu tiên năm 1866.